# Франк де Бур
Францискус "Франк" де Бур (хол. Frank de Boer; Хорн, 15. мај 1970) бивши је холандски фудбалер и тренер. Бивши дефанзивац, Де Бур је провео већи део своје професионалне играчке каријере са Ајаксом, освојивши пет титула, два КНВБ купа, три Суперкупа, један Куп УЕФА, једну Лигу шампиона и један Интерконтинентални куп. Касније је провео пет година у Барселони, где је освојио 1998-99 Ла Лига титулу, где је после тога имао кратке епизоде у Галатасарају, Рејнџерсима, Ал-Рајану и Ал-Шамалу.
Де Бур је по рангу други фудбалер са највећим бројем утакмица у историји репрезентације Холандије са 112 утакмица. Био је капитен у полуфиналу Светског првенства 1998. и УЕФА Еура 2000. Он је брат близанац Роналда де Бура, са којим је био саиграч у Ајаксу, Барселони, Ренџерсу, Ал-Рајану, Ал-Шамалу и репрезентацији Холандије.
Након што је престао са активним играњем, Де Бур је добио посао као тренер омладинског тима Ајакса и као помоћник Берту ван Марвајку у репрезентацији Холандије. У децембру 2010. преузео је дужност тренера Ајакса и освојио титулу у својој дебитантској сезони. Године 2013. добио је награду Ринус Михелс за тренера године у Холандији након што је Ајакс довео до треће узастопне титуле. Следеће године постао је први тренера који је освојио четири узастопне титуле у Холандији. Затим је имао кратке периоде у Серији А са Интером 2016., Кристал Паласом у Премијер лиги 2017. и Атлантом Јунајтедом у МЛС-у од 2018. до 2020. године. Де Бур је именован за селектора репрезентације Холандије у септембру 2020. године, али је добио отказ мање од годину дана касније у јуну 2021. након разочаравајуће кампање тима на Европском првенству 2020.

## Клупска каријера

### Ајакс
Де Бур је започео своју каријеру као леви бек у Ајаксу пре него што је прешао на централног бека, позицију на којој је играо дуги низ година у националном тиму. Освојио је и Куп УЕФА 1991/92 и УЕФА Лигу шампиона 1994–95 док је био у Ајаксу, поред пет титула у Холандском првенству и два купа. Међутим, након што су потписали шестогодишњи продужетак уговора са Ајаксом за сезону 1998–99, он и његов брат близанац Роналд предузели су успешан правни поступак да га пониште. Ајакс је имао усмени договор да ће, ако дође до уносне понуде за једног брата, бити пуштен под условом да други остане. Ајакс је, међутим, очигледно одустао од тог споразума након што се клуб пласирао на берзу и обећао акционарима да ће држати оба Де Бура и око њих изградити тим који ће поново освојити Лигу шампиона.

### Барселона
У јануару 1999. Франк и Роналд де Бур потписали су за шпански клуб Барселону из Ла лиге за 22 фунти милиона, придруживши се свом бившем менаџеру Ајакса Лују ван Галу на Камп Ноу. Након освајања Ла Лиге 1998–99, нису могли да понове раније тријумфе. Барселона је 2000. отпустила Ван Гала, а Франк је претрпео срамоту да је био позитиван на забрањену супстанцу нандролон годину дана касније. Он је суспендован, али је враћен након успешне жалбе.

### Каснија каријера
Де Бур се накратко преселио у Галатасарај у лето 2003. пре него што се придружио свом брату у Рејнџерсу у јануару 2004. Дебитовао је за Рејнџерс у победи од 1:0 на гостовању код Партик Тистла, али је у свом другом наступу за клуб промашио одлучујући пенал када је Рејнџерс изгубио од Хибернијана у полуфиналу Лига купа Шкотске. За Рејнџерсе је одиграо укупно 17 наступа, постигавши два гола против Абердина и Дандија. Браћа Де Бур напустили су Рејнџерсе после Еура 2004. да би остатак фудбалске каријере одиграли у Катару са Ал-Рајаном. Де Бур је најавио крај професионалне каријере у априлу 2006.

## Репрезентација
Представљао је своју репрезентацију 112 пута,  и био је играч са највећим бројем утакмица у историји репрезентације Холандије, све док га Едвин ван дер Сар није надмашио. Де Бур је дебитовао за Холандију у септембру 1990. против Италије.
Де Бур је такође играо за Холандију на светским првенствима 1994. и 1998. и на европским првенствима 1992, 2000. и 2004. године. Добро је упамћен по лукавом додавању од 60 јарди које је омогућило Денису Бергкампу да постигне гол у последњем минуту којим је Аргентина елиминисана у четвртфиналу Светског првенства 1998. године. Током Еура 2000, где је био домаћин у својој земљи и Белгији, Де Бур је са холандским тимом стигао до још једног полуфинала. Де Бур је промашио једанаестерац у првој половини полуфинала против Италије са 10 играча и још један у извођењу пенала, што је довело до елиминације Холандије са турнира.
Дана 29. марта 2003, у мечу против Чешке, Де Бур је постао први холандски фудбалер који је одиграо 100 утакмица за репрезентацију. Завршио је међународну каријеру након што је због повреде био замењен у четвртфиналној утакмици са Шведском на Еуру 2004. Повреда га је искључила из полуфиналне утакмице против Португала, коју је Холандија изгубила са 2:1.

## Стил игре
Талентован дефанзивац светске класе, поред одбрамбених вештина, Де Бур је био познат и по темпу, техничкој способности, прецизним додавањима и вођству, што му је омогућило да изнесе лопту из одбране, одигра је. са задње стране, или допринесе офанзивној игри свог тима иницирањем напада и стварањем шанси за нападаче дугим лоптама. Свестран, интелигентан и елегантан левоноги дефанзивац, са способношћу да чита игру и пресреће изгубљене лопте, био је способан да игра и на левој и на средини. Он је такође био опасан извођач слободних удараца, познат по својим прецизним слободним ударцима са било ког места.

## Тренерска каријера
Де Бур је 2007. године преузео тренерску улогу у свом бившем клубу Ајаксу где је био задужен за омладински сектор клуба. Током Светског првенства 2010, био је помоћник фудбалске репрезентације Холандије менаџеру Берту ван Марвајку, заједно са Филипом Кокуом. Репрезентација Холандије стигла је до финала турнира изгубивши од Шпаније.

### Ајакс
Дана 6. децембра 2010, након оставке Мартина Јола, Де Бур је постављен за привременог тренера Ајакса до зимске паузе. Његова прва утакмица била је утакмица Лиге шампиона против Милана на Сан Сиру, меч који је Ајакс добио са 2:0 головима Демија де Зеува и Тобија Алдервајрелда.  Де Бур је потом помогао Ајаксу да постане шампион Холандије за сезону 2010–11. у победи код куће од 3:1 над Твентеом, шампионом претходне године, последњег дана сезоне. „Лепши рођендански поклон нисам могао да пожелим”, рекао је Де Бур пошто је на његов 41. рођендан освојио 30. шампионат клуба.
За две и по године на челу Ајакса, Де Бур је освојио три титуле првака, укупно осам (урачунавајући пет које је освојио као играч). Према извештајима, Де Буру је понуђена шанса да интервјуише за посао у Ливерпулу, али ју је одбио и остао у Ајаксу. Почаствован сам захтевом [Ливерпула], али тек сам почео са Ајаксом“, рекао је он. Де Бур је 2013. године добио награду Ринус Михелс за тренера године у Холандији након што је Ајакс довео до треће узастопне титуле у Холандији.
Дана 27. априла 2014, Де Бур је освојио своју четврту узастопну титулу са Ајаксом, и постао први тренер који је то постигао у холандској лиги. Штавише, то је био први пут да је Ајакс освојио четири узастопне титуле у историји. Де Бур је са том титулом освојио укупно девет титула са Ајаксом као играч и тренер, што је још један рекорд; Јохан Кројф, Сјак Сварт и Џек Рејнолдс су са Ајаксом освојили осам шампионата. Ајакс је сезону 2014–15 завршио на другој позицији, са огромних 17 бодова заостатка за шампионом ПСВ-ом.
Дана 11. маја 2016, Де Бур је објавио да је поднео оставку на место тренера Ајакса након разочаравајуће сезоне када је Ајакс поново изгубио од ПСВ-а у последњем мечу сезоне.

### Интер Милан
Дана 9. августа 2016, након одласка Роберта Манћинија, Де Бур је потписао трогодишњи уговор са Интером на почетку сезоне 2016–17. Де Буров први меч био је последња пријатељска утакмица Интера у предсезони, победа од 2:0 против Селтика 13. августа, одиграна на неутралном терену у Томонд Парку, Република Ирска.
Управни одбор клуба је такође одобрио скупа потписивања Жоаа Марија и Габријела Барбозе за тим и Де Бура (у јулу су заправо били повезани са Манћинијем и Интером),  и повратак у Турску недавног преузимања Цанера Еркина последњих дана прелазног рока. Габријел је, међутим, ретко коришћен у мечевима Серије А и није могао да буде регистрован у европским такмичењима због казне изречене Интеру због кршења УЕФА финансијских фер-плеј прописа у претходним сезонама.
Де Буров први такмичарски меч био је пораз у гостима од Кјева са 2:0 21. августа. После меча, Де Бур је критикован јер је користио одбрану од три играча, стил који никада није користио док је био у Ајаксу. Милански лист Corriere della Sera отишао је толико далеко да је наступ Интера назвао "катастрофом". Срећа се убрзо преокренула, пошто је Интер одиграо нерешено 1:1 против Палерма 28. августа, пре него што је победио у три утакмице заредом, против Пескаре, освајача титуле Јувентуса и Емполија. Победа против Јувентуса била је веома хваљена, а похваљен је Де Бур што је Едер заменио Ивана Перишића, који је постигао победнички гол. Форма Интера неће дуго трајати, пошто је клуб изгубио од Роме, Каљарија и Аталанте.
Интер је такође имао проблеме у УЕФА Лиги Европе под вођством Де Бура, пошто је изгубио први меч код куће са 0:2 од израелског Хапоелa 15. септембра и 3:1 од Спарте из Прага 29. септембра. Интер је завршио на последњем месту у својој групи са укупно шест бодова (три бода под Де Буром као тренером и још три под његовим наследником).
После низа од четири пораза у последњих пет мечева Серије А, чиме је Интер дошао на 12. место у Серији А, а Де Бур је отпуштен 1. новембра после само 85 дана на тренерској позицији. Његов последњи меч био је пораз од Сампдорије резултатом 1:0 30. октобра. Иронично, током интервјуа за штампу на годишњој скупштини акционара Интера 28. октобра, извршни директор Мајкл Болингброк је потврдио да клуб 100% подржава Де Бура. (Сам Болингбрук је дао оставку неколико дана касније. Ли Јун, потпредседник сестринске компаније Suning Sports, заменио је Болингброка).
Де Бур је тврдио да му је „требало више времена” да би се показао као тренер у Интеру и захвалио се својим фановима на свом Твитер профилу на подршци. Заменио га је бивши менаџер Лација Стефано Пиоли 8. новембра, девети тренер којег је Интер именовао од освајања трофеја 2010. под вођством Жозеа Муриња. Након Пиолијевих почетних борби у Интеру, Де Бур је узвратио на недостатак лидерства након Сунинговог преузимања Интера, што приписује недостатку поверења које му је дато док је био тамо.

### Кристал Палас
Дана 26. јуна 2017, Де Бур је најављен за новог тренерапремијерлигаша Кристал Паласа, заменивши Сема Алардајса. Потписао је трогодишњи уговор са клубом из Јужног Лондона,   али је отпуштен 10 недеља касније када је Палас изгубио своје прве четири првенствене утакмице у сезони без иједног гола – први тим у 93 године који је на такав начин започео сезону у премијер лиги. Отишао је пошто је водио тим само 450 минута, што га чини тренером са најкраћим тренерским стажом у ери Премијер лиге (у смислу броја мечева, а не броја дана). Једина победа Де Бура дошла је у утакмици другог кола купа, у којој је Кристал Палас победио Ипсвич Таун резултатом 2:1. Заменио га је Рој Хоџсон.
Док је био у клубу, Де Бур је покушао да примени стил игре заснован на поседу лопте; након отпуштања, он је критиковао играче клуба због њиховог отпора његовом приступу, тврдећи да је клуб потписао само два играча који су одговарали његовој филозофији. Крило Палате Вилфрид Заха прокоментарисао је Де Бурово кратко време у клубу, рекавши да „Није постојала права мешавина [играча] за начин на који смо желели да играмо“.
Позивајући се на Де Буров боравак у Кристал Паласу, Жозе Мурињо је описао Де Бура као "најгорег тренера у историји Премијер лиге".

### Атланта Јунајтед
Дана 23. децембра 2018, Де Бур је најављен као главни тренер Атланта Јунајтеда из МЛС-а, наследивши Херарда Мартина и тако постане други тренер у историји клуба. У својој првој сезони, тим је освојио и УС Опен Куп и Куп Кампеонеса, док је МЛС сезону завршио на другом месту у Источној конференцији и стигао до финала Источне конференције у плеј-офу.
Дана 24. јула 2020, након што је Атланта елиминисана из МЛС турнира за повратак након што су изгубили сва три своја меча, Атланта и Де Бур су прекинули уговор.

### Холандија
Фудбалска репрезентација Холандије је 23. септембра 2020. објавила да ће Де Бур бити нови селектор фудбалске репрезентације, потписујући уговор до краја 2022. Дана 11. новембра 2020, након нерешеног резултата 1:1 са Шпанијом, Де Бур је постао први холандски селектор који није успео да победи на ниједном од своја прва четири меча на клупи.
Он је управљао Холандијом на УЕФА Еуро 2020, где су, упркос томе што су били на челу своје групе, на крају изгубили од Чешке са 2:0 у осмини финала. Као резултат лошег наступа тима на Еуру, фудбалски савез је 29. јуна 2021. објавио да је Де Бур добио отказ као селектор.

## Статистика каријере

### Клубови
| Клуб              | Сезона            | Лига                     | Лига  | Лига | Куп   | Куп  | Лига Куп | Лига Куп | Континентални | Континентални | Остало | Остало | Укупно | Укупно |
| Клуб              | Сезона            | Лига                     | Наст. | Гол. | Наст. | Гол. | Наст.    | Гол.     | Наст.         | Гол.          | Наст.  | Гол.   | Наст.  | Гол.   |
| ----------------- | ----------------- | ------------------------ | ----- | ---- | ----- | ---- | -------- | -------- | ------------- | ------------- | ------ | ------ | ------ | ------ |
| Ајакс             | 1988/89.          | Ередивизија              | 27    | 0    | 2     | 0    | –        | –        |               |               | –      | –      | 29     | 0      |
| Ајакс             | 1989/90.          | Ередивизија              | 25    | 0    | 3     | 0    | –        | –        | 1             | 0             | –      | –      | 29     | 0      |
| Ајакс             | 1990/91.          | Ередивизија              | 34    | 1    | 2     | 0    | –        | –        |               |               | –      | –      | 36     | 1      |
| Ајакс             | 1991/92.          | Ередивизија              | 30    | 1    | 3     | 0    | –        | –        | 12            | 0             | –      | –      | 45     | 1      |
| Ајакс             | 1992/93.          | Ередивизија              | 34    | 3    | 5     | 1    | –        | –        | 8             | 1             | –      | –      | 47     | 3      |
| Ајакс             | 1993/94.          | Ередивизија              | 34    | 1    | 4     | 2    | –        | –        | 6             | 1             | 1      | 1      | 45     | 5      |
| Ајакс             | 1994/95.          | Ередивизија              | 34    | 9    | 3     | 0    | –        | –        | 10            | 2             | 1      | 0      | 48     | 11     |
| Ајакс             | 1995/96.          | Ередивизија              | 32    | 3    | 2     | 0    | –        | –        | 9             | 1             | 1      | 1      | 44     | 5      |
| Ајакс             | 1996/97.          | Ередивизија              | 32    | 4    | 0     | 0    | –        | –        | 9             | 0             | 1      | 0      | 42     | 4      |
| Ајакс             | 1997/98.          | Ередивизија              | 31    | 5    | 5     | 2    | –        | –        | 8             | 2             | –      | –      | 44     | 9      |
| Ајакс             | 1998/99.          | Ередивизија              | 15    | 3    | 1     | 0    | –        | –        | 6             | 0             | –      | –      | 22     | 3      |
| Ајакс             | Укупно            | Укупно                   | 328   | 30   | 30    | 5    | 0        | 0        | 69            | 7             | 4      | 2      | 431    | 44     |
| Барселона         | 1998/99.          | Ла лига                  | 19    | 2    | 4     | 2    | –        | –        |               |               | –      | –      | 23     | 4      |
| Барселона         | 1999/00.          | Ла лига                  | 22    | 0    | 7     | 0    | –        | –        | 12            | 2             | 2      | 0      | 43     | 2      |
| Барселона         | 2000/01.          | Ла лига                  | 34    | 3    | 7     | 1    | –        | –        | 11            | 1             | –      | –      | 52     | 5      |
| Барселона         | 2001/02.          | Ла лига                  | 34    | 0    | 0     | 0    | –        | –        | 13            | 0             | –      | –      | 47     | 0      |
| Барселона         | 2002/03.          | Ла лига                  | 35    | 0    | 1     | 0    | –        | –        | 14            | 3             | –      | –      | 50     | 3      |
| Барселона         | Укупно            | Укупно                   | 144   | 5    | 19    | 3    | 0        | 0        | 50            | 6             | 2      | 0      | 215    | 14     |
| Галатасарај       | 2003/04.          | Суперлига Турске         | 15    | 1    | 0     | 0    | 0        | 0        | 6             | 0             | –      | –      | 21     | 1      |
| Рејнџерс          | 2003/04.          | Шкотска Премијершип лига | 15    | 2    | 1     | 0    | 1        | 0        |               |               | –      | –      | 17     | 2      |
| Ал-Рајан          | 2004/05.          | Прва лига Катара         | 16    | 5    |       |      |          |          |               |               | –      | –      | 16     | 5      |
| Ал Шамал          | 2005/06.          | Прва лига Катара         | 1     | 0    |       |      |          |          |               |               | –      | –      | 1      | 0      |
| Укупно у каријери | Укупно у каријери | Укупно у каријери        | 519   | 43   | 50    | 8    | 1        | 0        | 125           | 13            | 6      | 2      | 701    | 66     |

### Репрезентација
Извор:
| Холандија |       |      |
| Год.      | Наст. | Гол. |
| 1990      | 3     | 0    |
| 1991      | 2     | 1    |
| 1992      | 7     | 0    |
| 1993      | 7     | 0    |
| 1994      | 14    | 0    |
| 1995      | 6     | 0    |
| 1996      | 5     | 1    |
| 1997      | 6     | 3    |
| 1998      | 15    | 1    |
| 1999      | 7     | 0    |
| 2000      | 13    | 4    |
| 2001      | 6     | 1    |
| 2002      | 7     | 1    |
| 2003      | 10    | 1    |
| 2004      | 4     | 0    |
| Укупно    | 112   | 13   |

#### Голови за репрезентацију
Голови за репрезентацију, по датумима, са приказом стадиона, противника, резултата и такмичења
| Број | Датум              | Стадион                                 | Противник  | Гол за | Коначан резултат | Такмичење                                           |
| ---- | ------------------ | --------------------------------------- | ---------- | ------ | ---------------- | --------------------------------------------------- |
| 1.   | 5. јун 1991.       | Олимпијски стадион у Хелсинкију, Финска | Финска     | 1:0    | 1:1              | Квалификације за Европско првенство у фудбалу 1992. |
| 2.   | 9. новембар 1996.  | Филипс стадион, Ајндховен               | Велс       | 4:1    | 7:1              | Квалификације за Светско првенство у фудбалу 1998.  |
| 3.   | 29. март 1997.     | Амстердам арена, Амстердам              | Сан Марино | 2:0    | 4:0              | Квалификације за Светско првенство у фудбалу 1998.  |
| 4.   | 29. март 1997.     | Амстердам арена, Амстердам              | Сан Марино | 4:0    | 4:0              | Квалификације за Светско првенство у фудбалу 1998.  |
| 5.   | 30. април 1997.    | Сан Марино стадион, Серавале            | Сан Марино | 4:0    | 6:0              | Квалификације за Светско првенство у фудбалу 1998.  |
| 6.   | 1. јун 1998.       | Филипс стадион, Ајндховен               | Парагвај   | 4:1    | 5:1              | Пријатељска утакмица                                |
| 7.   | 4. јун 2000.       | Олимпијски стадион де ла Понтез, Лозана | Пољска     | 1:0    | 3:1              | Пријатељска утакмица                                |
| 8.   | 11. јун 2000.      | Амстердам арена, Амстердам              | Чешка      | 1:0    | 1:0              | Европско првенство у фудбалу 2000.                  |
| 9.   | 21. јун 2000.      | Амстердам арена, Амстердам              | Француска  | 2:2    | 3:2              | Европско првенство у фудбалу 2000.                  |
| 10.  | 15. новембар 2000. | Олимпијски стадион у Севиљи, Шпанија    | Шпанија    | 2:1    | 2:1              | Пријатељска утакмица                                |
| 11.  | 2. јун 2001.       | А. Ле Кок Арена, Талин                  | Естонија   | 1:0    | 4:2              | Квалификације за Светско првенство у фудбалу 2002.  |
| 12.  | 27. март 2002.     | Стадион Фајенорд, Ротердам              | Шпанија    | 1:0    | 1:0              | Пријатељска утакмица                                |
| 13.  | 19. новембар 2003. | Амстердам арена, Амстердам              | Шкотска    | 5:0    | 6:0              | Квалификације за Европско првенство у фудбалу 2004. |

### Тренерска статистика
Ажурирано 27. јуна 2021.
| Екипа            | Од                  | До                  | ИГ  | П   | Н  | И  | Про.побе |
| ---------------- | ------------------- | ------------------- | --- | --- | -- | -- | -------- |
| Ајакс            | 6. децембар 2010    | 11. мај 2016.       | 263 | 158 | 58 | 47 | 060,08   |
| Интер Милано     | 9. август 2016.     | 1. новембар 2016    | 14  | 5   | 2  | 7  | 035,71   |
| Кристал палас    | 26. јун 2017.       | 11. септембар 2017. | 5   | 1   | 0  | 4  | 020,00   |
| Атланта јунајтед | 23. децембар 2018.  | 24. јул 2020.       | 55  | 31  | 5  | 19 | 056,36   |
| Холандија        | 23. септембар 2020. | 29. јун 2021.       | 15  | 8   | 4  | 3  | 053,33   |
| Укупно           | Укупно              | Укупно              | 352 | 203 | 69 | 80 | 057,67   |

## Трофеји

### Као играч

#### Ајакс
- Ередивизија (5): 1989–90, 1993–94, 1994–95, 1995–96, 1997–98
- Куп (2): 1992–93, 1997–98
- Суперкуп Холандије (3): 1993, 1994, 1995
- УЕФА Лига шампиона : 1994–95
- Куп УЕФА : 1991–92
- УЕФА Суперкуп : 1995
- Интерконтинентални куп : 1995

#### Барселона
- Ла Лига : 1998–99

#### Ал Рајан
- Куп емира Катара : 2005

#### Холандија
- Четврто место на Светском првенству у фудбалу : 1998

### Индивидуално
- Тим звезда ФИФА Светског купа : 1998.[63]
- УЕФА Евро тим турнира: 2000.[64]

### Као тренер

#### Холандија
- Вицешампион ФИФА Светског првенства : 2010. (помоћник селектора)

#### Ајакс
- Ередивизија : 2010–11, 2011–12, 2012–13, 2013–14
- Суперкуп Холандије у фудбалу: 2013

#### Атланта јунајтед
- Кампеонес куп : 2019
- УС Опен куп : 2019